# Championnat d'Allemagne féminin de football 2017-2018
 (avril 2018).
Navigation
Édition précédente Édition suivante
La Frauen-Bundesliga 2017-2018 sera la 45e édition du championnat d'Allemagne de football féminin.
Le premier niveau du championnat féminin oppose douze clubs allemands en une série de vingt-deux rencontres jouées durant la saison de football. La compétition débutera le samedi 2 septembre 2017 et s'achève le dimanche 3 juin 2018.
Les deux premières places du championnat sont qualificatives pour la Ligue des champions féminine de l'UEFA alors que les deux dernières places sont synonymes de relégation en 2. Frauen-Bundesliga.
Lors de l'exercice précédent, le Werder Brême et le FC Cologne ont gagné le droit d'évoluer dans cette compétition après avoir fini premiers de leurs groupes respectifs de 2. Frauen-Bundesliga.
Le VfL Wolfsbourg et le Bayern Munich, respectivement champion et vice-champion en 2017, sont quant à eux, les représentants allemands en Ligue des champions féminine de l'UEFA 2017-2018.
| \| Bayern Munich FFC Francfort VfL Wolfsbourg FFC Turbine Potsdam SG Essen-Schönebeck FF USV Iéna SC Fribourg TSG Hoffenheim SC Sand MSV Duisbourg Werder Brême FC Cologne \| Localisation des clubs engagés. |
| Bayern Munich FFC Francfort VfL Wolfsbourg FFC Turbine Potsdam SG Essen-Schönebeck FF USV Iéna SC Fribourg TSG Hoffenheim SC Sand MSV Duisbourg Werder Brême FC Cologne                                       |

## Participants
Ce tableau présente les douze équipes qualifiées pour disputer le championnat 2017-2018. On y trouve le nom des clubs, le nom des entraîneurs et leur nationalité, la date de création du club, l'année de la dernière montée au sein de l'élite, leur classement de la saison précédente, le nom des stades ainsi que la capacité de ces derniers.
Légende des couleurs
- Qualifié pour la phase finale de la Ligue des champions 2017-2018.
- Promu de 2. Frauen-Bundesliga.

| Nom du club         | Entraîneur               | DC   | DM   | Cls 2017 | Stade                      | Capacité | Nb T. |
| ------------------- | ------------------------ | ---- | ---- | -------- | -------------------------- | -------- | ----- |
| VfL Wolfsbourg      | Stephan Lerch            | 1973 | 2006 | 1        | AOK Stadion                | 5 200    | 3     |
| Bayern Munich       | Thomas Wörle             | 1970 | 2000 | 2        | Grünwalder Stadion         | 12 500   | 3     |
| FFC Turbine Potsdam | Matthias Rudolph         | 1971 | 1994 | 3        | Karl-Liebknecht-Stadion    | 10 786   | 6     |
| SC Fribourg         | Jens Scheuer             | 1975 | 2011 | 4        | Möslestadion               | 18 000   | /     |
| FFC Francfort       | Matt Ross                | 1973 | 1990 | 5        | Stadion am Brentanobad     | 5 500    | 7     |
| SGS Essen           | Daniel Kraus             | 2000 | 2004 | 6        | Stadion Essen              | 20 000   | /     |
| TSG Hoffenheim      | Jürgen Ehrmann           | 2006 | 2013 | 7        | Dietmar Hopp Stadion       | 6 350    | /     |
| SC Sand             | Sascha Glass             | 1980 | 2014 | 8        | Kühnmatt-Stadion           | 2 000    | /     |
| FF USV Iéna         | Katja Greulich           | 2004 | 2008 | 9        | Ernst-Abbe-Sportfeld       | 10 800   | /     |
| MSV Duisbourg       | Christian Franz-Pohlmann | 2009 | 2016 | 10       | PCC-Stadion                | 3 000    | /     |
| Werder Brême        | Carmen Roth              | 2008 | 2017 | 2.FB     | Terrain 12 du Weserstadion | 1 000    | /     |
| FC Cologne          | Willi Breuer             | 2007 | 2017 | 2.FB     | Südstadion                 | 11 748   | /     |

## Compétition

### Classement
Le classement est calculé avec le barème de points suivant : une victoire vaut trois points, le match nul un et la défaite zéro.
Les critères utilisés pour départager en cas d'égalité au classement sont les suivants :
1. différence entre les buts marqués et les buts concédés sur la totalité des matchs joués dans le championnat ;
2. plus grand nombre de buts marqués sur la totalité des matchs joués dans le championnat.

| Rang | Équipe              | Pts | J  | G  | N | P  | Bp | Bc | Diff |
| ---- | ------------------- | --- | -- | -- | - | -- | -- | -- | ---- |
| 1    | VfL Wolfsbourg T CA | 56  | 22 | 18 | 2 | 2  | 56 | 8  | +48  |
| 2    | Bayern Munich       | 53  | 22 | 17 | 2 | 3  | 62 | 15 | +47  |
| 3    | SC Fribourg         | 48  | 22 | 15 | 3 | 4  | 50 | 15 | +35  |
| 4    | FFC Turbine Potsdam | 45  | 22 | 13 | 6 | 3  | 50 | 21 | +29  |
| 5    | SG Essen-Schönebeck | 39  | 22 | 12 | 3 | 7  | 43 | 30 | +13  |
| 6    | FFC Francfort       | 31  | 22 | 10 | 1 | 11 | 29 | 25 | +4   |
| 7    | SC Sand             | 30  | 22 | 9  | 3 | 10 | 32 | 34 | -2   |
| 8    | TSG Hoffenheim      | 25  | 22 | 8  | 1 | 13 | 22 | 32 | -10  |
| 9    | MSV Duisbourg       | 18  | 22 | 6  | 0 | 16 | 16 | 33 | -17  |
| 10   | Werder Brême P      | 14  | 22 | 3  | 5 | 14 | 26 | 59 | -33  |
| 11   | FC Cologne P        | 11  | 22 | 3  | 2 | 17 | 8  | 78 | -70  |
| 12   | FF USV Iéna         | 10  | 22 | 2  | 4 | 16 | 12 | 56 | -44  |

| Légende : | Légende : |
| --------- | --- |
|           | Qualifié pour la Ligue des champions 2018-2019 (Seizièmes de finale). |
|           | Relégué en 2. Frauen-Bundesliga. |
|           | T Tenant du titre. P Promu de 2. Frauen-Bundesliga. CA Vainqueur de la DFB-Pokal Frauen 2017-2018. Pts points ; G victoires ; N match nuls ; P défaites Bp buts marqués ; Bc buts encaissés ; Diff différence de buts |

### Résultats
| Résultats (▼dom., ►ext.)                                   | ByM | Col | Dui | Ess | Fra | Fri | Hof | Ién | San | Tur | Wer | Wol |
| Bayern Munich                                              |     | 2-0 | 3-1 | 2-1 | 3-0 | 0-1 | 1-0 | 0-0 | 2-0 | 5-0 | 4-1 | 2-1 |
| FC Cologne                                                 | 0-8 |     | 0-2 | 2-5 | 0-3 | 0-7 | 0-3 | 1-0 | 0-6 | 0-8 | 0-2 | 0-6 |
| MSV Duisbourg                                              | 1-3 | 0-1 |     | 1-2 | 2-0 | 2-1 | 2-0 | 1-0 | 0-2 | 0-1 | 1-0 | 0-1 |
| SG Essen-Schönebeck                                        | 0-3 | 4-1 | 3-1 |     | 3-1 | 0-3 | 1-2 | 6-0 | 3-0 | 0-0 | 6-2 | 0-4 |
| FFC Francfort                                              | 0-1 | 2-0 | 2-1 | 0-1 |     | 1-2 | 2-0 | 4-2 | 1-2 | 0-1 | 4-0 | 0-2 |
| SC Fribourg                                                | 2-0 | 6-0 | 1-0 | 1-1 | 0-3 |     | 2-1 | 5-0 | 3-0 | 1-1 | 4-1 | 1-0 |
| TSG Hoffenheim                                             | 0-4 | 0-1 | 1-0 | 3-1 | 0-1 | 0-1 |     | 2-3 | 1-0 | 0-4 | 2-0 | 0-1 |
| FF USV Iéna                                                | 0-5 | 0-0 | 3-0 | 0-1 | 0-1 | 0-4 | 0-3 |     | 0-1 | 0-5 | 2-2 | 0-4 |
| SC Sand                                                    | 0-4 | 3-0 | 4-0 | 1-3 | 3-2 | 2-2 | 0-0 | 1-0 |     | 1-2 | 2-2 | 0-4 |
| FFC Turbine Potsdam                                        | 2-2 | 4-2 | 2-0 | 1-2 | 1-1 | 1-0 | 2-0 | 4-1 | 3-1 |     | 1-1 | 0-1 |
| Werder Brême                                               | 2-7 | 7-0 | 2-1 | 0-0 | 0-1 | 0-3 | 0-4 | 1-1 | 0-3 | 1-5 |     | 0-5 |
| VfL Wolfsbourg                                             | 3-1 | 0-0 | 1-0 | 2-0 | 1-0 | 2-0 | 6-0 | 5-0 | 2-0 | 2-2 | 3-2 |     |
| - Victoire à domicile - Match nul - Victoire à l'extérieur |     |     |     |     |     |     |     |     |     |     |     |     |

## Statistiques

### Meilleurs buteurs
| Rang | Joueur          | Club                | Buts |
| ---- | --------------- | ------------------- | ---- |
| 1    | Pernille Harder | VfL Wolfsbourg      | 17   |
| 2    | Lina Magull     | SC Fribourg         | 12   |
| 3    | Linda Dallmann  | SG Essen-Schönebeck | 11   |
| 4    | Nina Burger     | SC Sand             | 10   |
| 5    | Fridolina Rolfö | Bayern Munich       | 9    |
| 5    | Zsanett Jakabfi | VfL Wolfsbourg      | 9    |
| 7    | Sara Däbritz    | Bayern Munich       | 8    |
| 7    | Svenja Huth     | FFC Turbine Potsdam | 8    |
| 9    | Turid Knaak     | SG Essen-Schönebeck | 7    |
| 9    | Alexandra Popp  | VfL Wolfsbourg      | 7    |
| 9    | Giulia Gwinn    | SC Fribourg         | 7    |
| 9    | Lea Schüller    | SG Essen-Schönebeck | 7    |
| 9    | Klara Bühl      | SC Fribourg         | 7    |
| 9    | Lena Petermann  | SC Fribourg         | 7    |
| 15   | Jill Roord      | Bayern Munich       | 6    |
| 15   | Nicole Rolser   | Bayern Munich       | 6    |
| 15   | Mandy Islacker  | Bayern Munich       | 6    |
| 15   | Jackie Groenen  | FFC Francfort       | 6    |
| 15   | Hasret Kayikci  | SC Fribourg         | 6    |
| 15   | Rahel Kiwic     | FFC Turbine Potsdam | 6    |

## Bilan de la saison
| Championnat d'Allemagne féminin de football 2017-2018 |                            |
| Champion                                              | VfL Wolfsbourg (4ee titre) |
| Dauphin                                               | Bayern Munich              |
| Coupes et trophées                                    |                            |
| Vainqueur DFB-Pokal Frauen 2017-2018                  | VfL Wolfsbourg             |
| Qualifications continentales                          |                            |
| Ligue des champions 2018-2019                         | VfL Wolfsbourg             |
| Ligue des champions 2018-2019                         | Bayern Munich              |
| Promotions et relégations                             |                            |
| Promus en Frauen-Bundesliga                           | Borussia Mönchengladbach   |
| Promus en Frauen-Bundesliga                           | Bayer 04 Leverkusen        |
| Relégués en 2. Frauen-Bundesliga                      | FF USV Iéna                |
| Relégués en 2. Frauen-Bundesliga                      | FC Cologne                 |